# Грузія в складі Російської імперії

Герб титулярного Грузинського царства у складі Російської імперії

Грузія перебувала у складі Російської імперії 116 років, з 1801 по 1917 рік . З XV по XVII століття Грузія була роздроблена і розташовувалась між мусульманськими Іраном і Османською імперією. У XVIII столітті в Закавказзі з'явилася Російська імперія. Союз із Росією проти Туреччини та Ірану виглядав для Грузії привабливо, і в 1783 Картлі-Кахетинське царство, більша з двох грузинських держав, підписало Георгіївський трактат, за яким набуло статусу протекторату Російської імперії. Однак у 1801 році Грузія була анексована РІ, й залишалася у її складі до 1917 року. Наприкінці XIX століття невдоволення російською владою призвело до створення зростаючого національного руху. Російське правління призвело до безпрецедентних змін у суспільному устрої та економіці Грузії, зробило її відкритою для європейського впливу. Скасування кріпацтва звільнила селян, але з дала їм власності. Зростання капіталізму призвело до різкого збільшення міського населення та масового створення робітників, що супроводжувалося повстаннями та страйками. Кульмінацією цього процесу стала революція 1905 року. Провідною політичною силою останніми роками російського правління стали меншовики. У 1918 році на короткий час Грузія стала незалежною.